# Мала (фільм)
«Мала» (англ. Little) — американська трагікомедія 2019 року режисерки Тіни Гордон Чізм із Реджиною Голл, Ісса Рає і Марсай Мартін у головних ролях.

## Сюжет
У фільмі розповідається про владну підприємицю Джордан Сандерс, яка, маючи не найкращі спогади про власне дитинство, грубо поводиться з оточуючими людьми й своїми працівниками. Після того, як вона принижує дитину, яка їй не сподобалася, та за допомогою іграшкової чарівної палички накладає на неї закляття, перетворивши Джордан знову на школярку.

## У ролях
| Актор             | Роль                     |
| ----------------- | ------------------------ |
| Реджина Голл      | доросла Джордан Сандерс  |
| Марсай Мартін     | 13-річна Джордан Сандерс |
| Ісса Рей          | Епріл Вільямс            |
| Тон Белл          | Престон                  |
| Майк Дей          | Коннор                   |
| Рейчел Дретч      | агентка Бі               |
| Люк Джеймс        | Тревор                   |
| Трейсі Елліс Росс | домогосподарка           |
| Джастін Гартлі    | Гері Маршал              |

## Критика
Rotten Tomatoes дав оцінку 46% на основі 162 відгуків від критиків і 63% від понад 1 000 глядачів.